# St. Albans (Maine)
St. Albans és una població dels Estats Units a l'estat de Maine (EUA). Segons el cens del 2000 tenia 1.836 habitants.

## Demografia
Segons el cens del 2000, St. Albans tenia 1.836 habitants, 718 habitatges, i 529 famílies. La densitat de població era de 15,8 habitants/km².
Dels 718 habitatges en un 29,8% hi vivien nens de menys de 18 anys, en un 60,9% hi vivien parelles casades, en un 7,8% dones solteres, i en un 26,3% no eren unitats familiars. En el 20,1% dels habitatges hi vivien persones soles el 7,9% de les quals corresponia a persones de 65 anys o més que vivien soles. El nombre mitjà de persones vivint en cada habitatge era de 2,52 i el nombre mitjà de persones que vivien en cada família era de 2,88.
Per edats la població es repartia de la següent manera: un 23,9% tenia menys de 18 anys, un 7,9% entre 18 i 24, un 29,2% entre 25 i 44, un 27,1% de 45 a 60 i un 11,8% 65 anys o més.
L'edat mediana era de 38 anys. Per cada 100 dones de 18 o més anys hi havia 100,4 homes.
La renda mediana per habitatge era de 28.306 $ i la renda mediana per família de 30.880 $. Els homes tenien una renda mediana de 25.707 $ mentre que les dones 19.531 $. La renda per capita de la població era de 13.238 $. Entorn del 14,1% de les famílies i el 19,5% de la població estaven per davall del llindar de pobresa.